# Даниэль, Александр Юльевич
Александр Юльевич Даниэль (род. 11 марта 1951, Москва) — советский и российский правозащитник, историк, диссидент. Сын советских диссидентов Юлия Марковича Даниэля и Ларисы Иосифовны Богораз.
В 1978 году окончил математический факультет Московского государственного педагогического института. С 1968 по 1989 год работал программистом в различных научных учреждениях.
В 1970-х и первой половине 1980-х годах участвовал в правозащитном движении. В 1973—1980 годах участвовал в выпуске информационного бюллетеня советских правозащитников «Хроника текущих событий», а в 1975—1981 годах был членом редакции сборника «Память».
С 1988 года — участник движения «Мемориал», с 1989 года — член Рабочей Коллегии организации, с 1990 года — сотрудник НИПЦ «Мемориал».
В 2009 году получил премию Московской Хельсинкской группы за исторический вклад в защиту прав человека и в правозащитное движение.
Автор статей по истории становления и развития независимой общественной активности в СССР.
Подготовленная под его редакцией «Энциклопедия диссидентства: СССР, 1956–1989» была отмечена особым упоминанием жюри премии «Просветитель» 2024 года в номинации «ПолитПросвет».